# Cal·lícritos
Cal·lícritos（en llatí Callicritus, en grec antic Καλλίκριτος) fou un tebà que va ser enviat com a ambaixador dels beocis al senat romà l'any 187 aC per protestar per la sol·licitud feta pel senat de fer tornar a Zeuxip de l'exili. La sentència del desterrament es va dictar contra ell per sacrilegi i per l'assassinat de Braquil·les i Cal·lícritos va defensar davant dels romans que era una sentència que no es podia anul·lar i que era absolutament legal. Finalment el senat romà va retirar la seva demanda.
Segurament era el mateix Cal·lícritos que més tard es va oposar a la reunió de l'assemblea beòcia a la política del rei Perseu de Macedònia. Va tornar a Roma per alertar a la República contra els plans del rei macedoni i quan tornava a Tebes va morir assassinat per ordre del rei macedoni, segons diu Titus Livi.